# روني بورغس
روني بورغس (بالإنجليزية: Ronnie Burgess)‏ هو لاعب كرة قدم أمريكية أمريكي، ولد في 7 مارس 1963.